# بايبيريدين
البايبيريدين, ويباع باسمه التجاري أكنتون من بين باقي أسمائه التجارية، وهو دواء لعلاج مرض باركنسون وبعض اضطرابات الحركة المحفزة بالأدوية (التي تحدث بسبب الأدوية). هذا الدواء غير موصى به لعلاج خلل الحركة المتأخر. يؤخذ الدواء عن طريق الفم، أو الحقن في الوريد, أو العضلات.